# پاک (مجله)

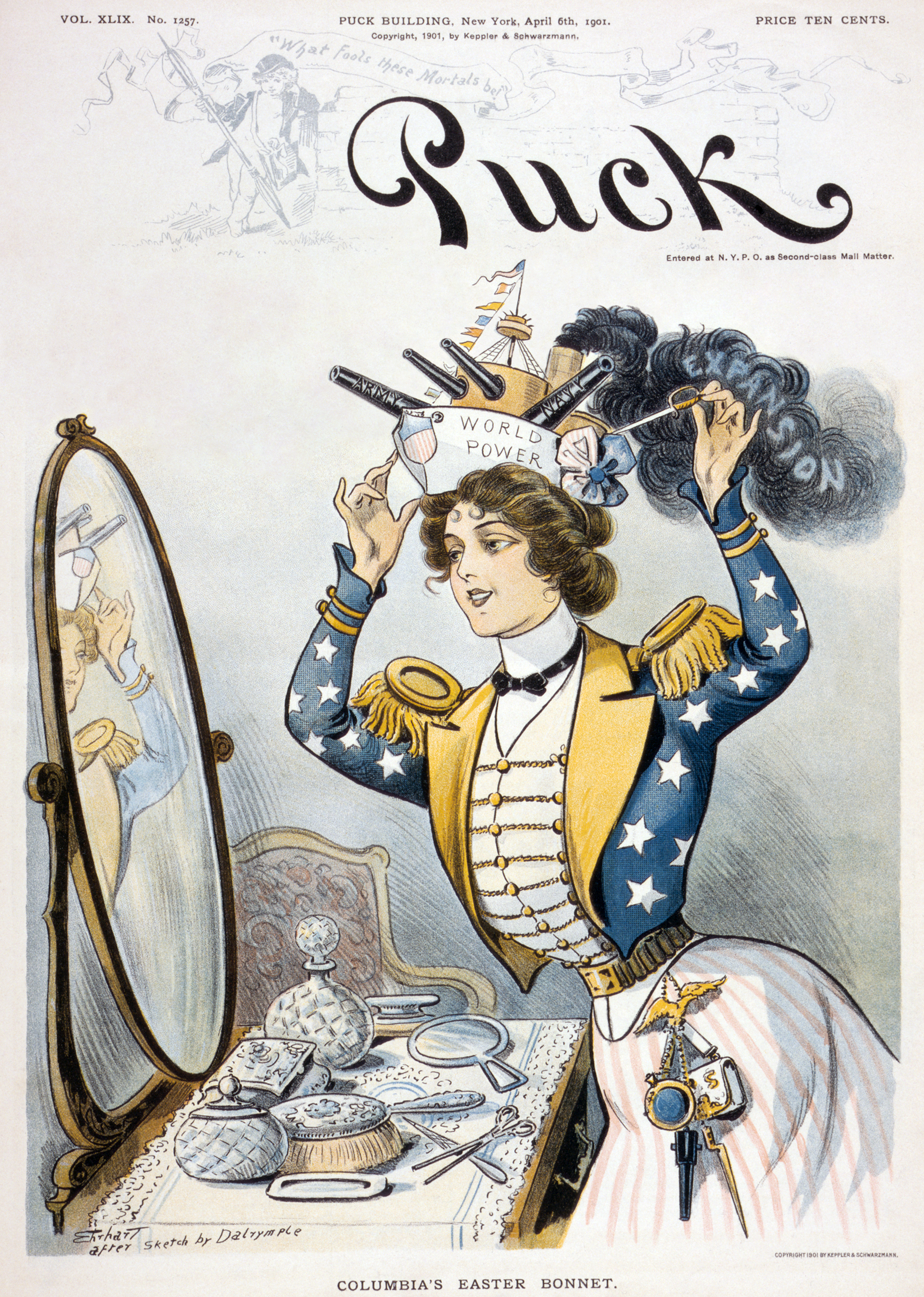
کلمبیا ناوی به شکل کلاه را بر سر می‌گذارد که عبارت «قدرت جهانی» بر آن نقش بسته‌است، جلد مجلهٔ پاک در ۶ آوریل ۱۹۰۱.

پاک (به انگلیسی: Puck) نخستین مجلهٔ موفق طنز در ایالات متحده بود که از سال ۱۸۷۱ تا ۱۹۱۸ منتشر می‌شد و کارتون‌ها و کاریکاتورها و طنزهای سیاسی رنگی را چاپ می‌کرد. این مجله رقیب مجلهٔ جاج بود.

## نگارخانه

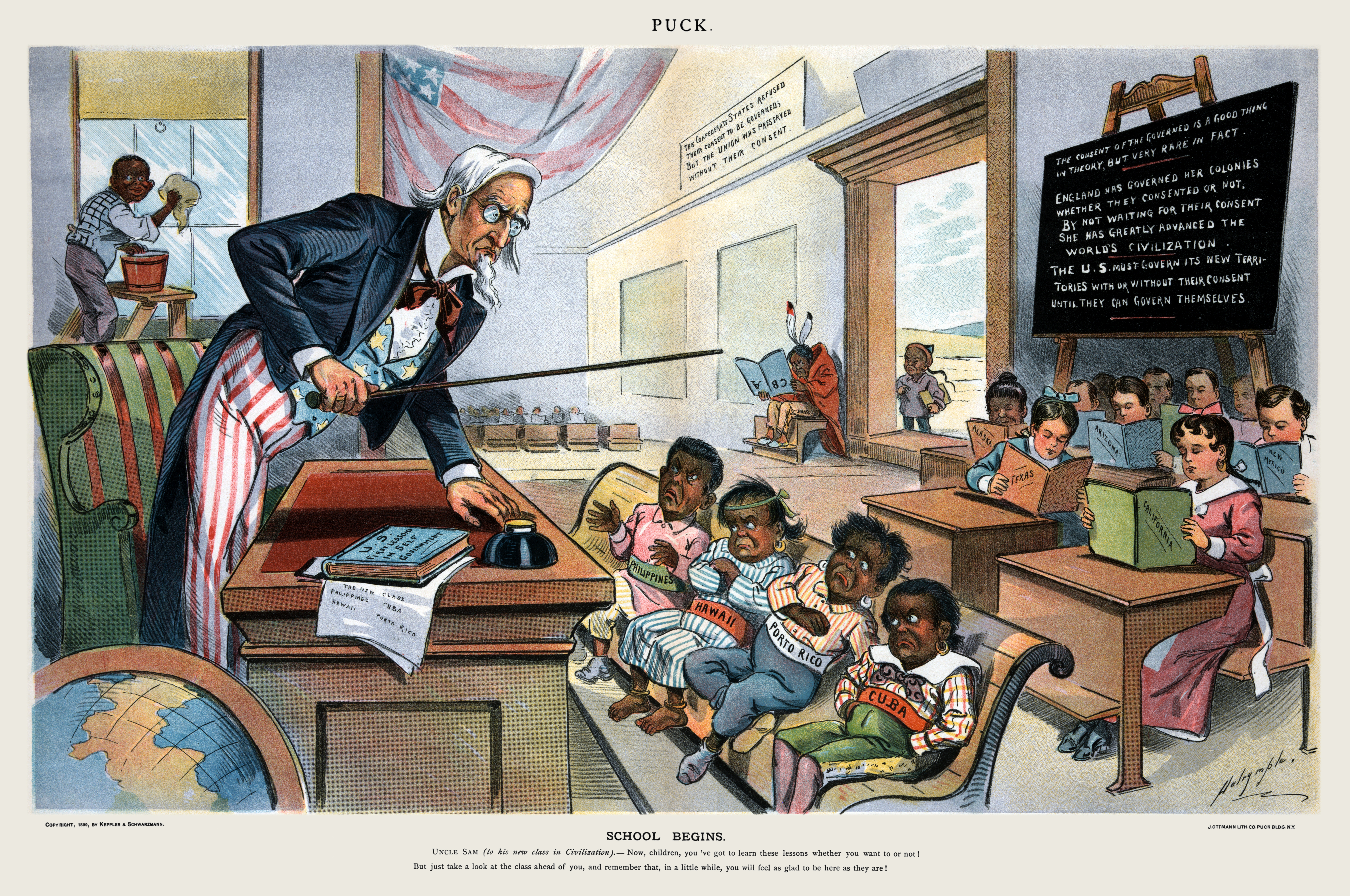
کلاس همگون‌سازی توده‌ها! منتشر شده در تاریخ ۲۵ ژانویه ۱۸۹۹ میلادی، در صفحات ۸ و ۹
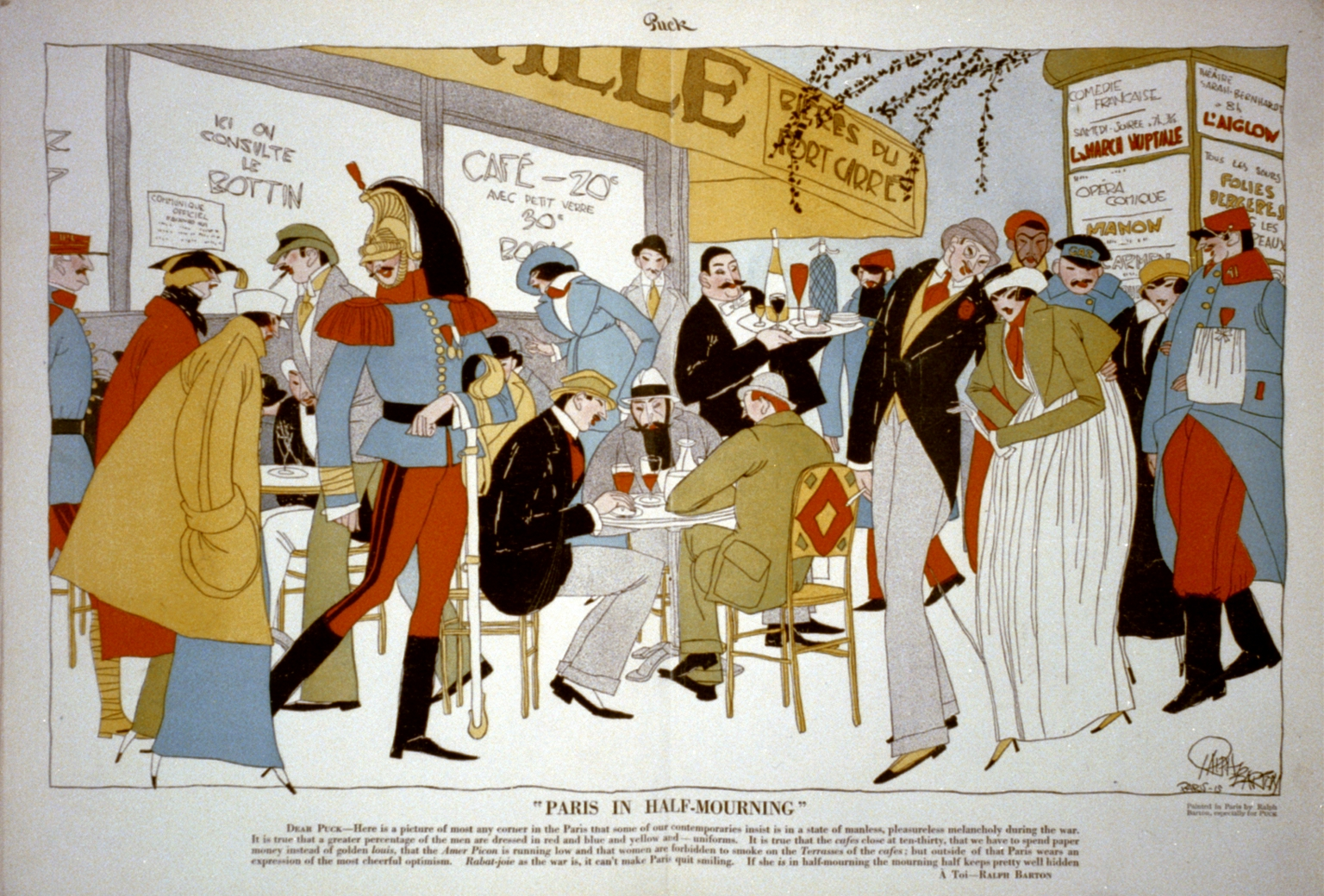
پاریس نیمه عزادار که اشاره‌ای به وضعیت پاریس در طول جنگ جهانی اول است.
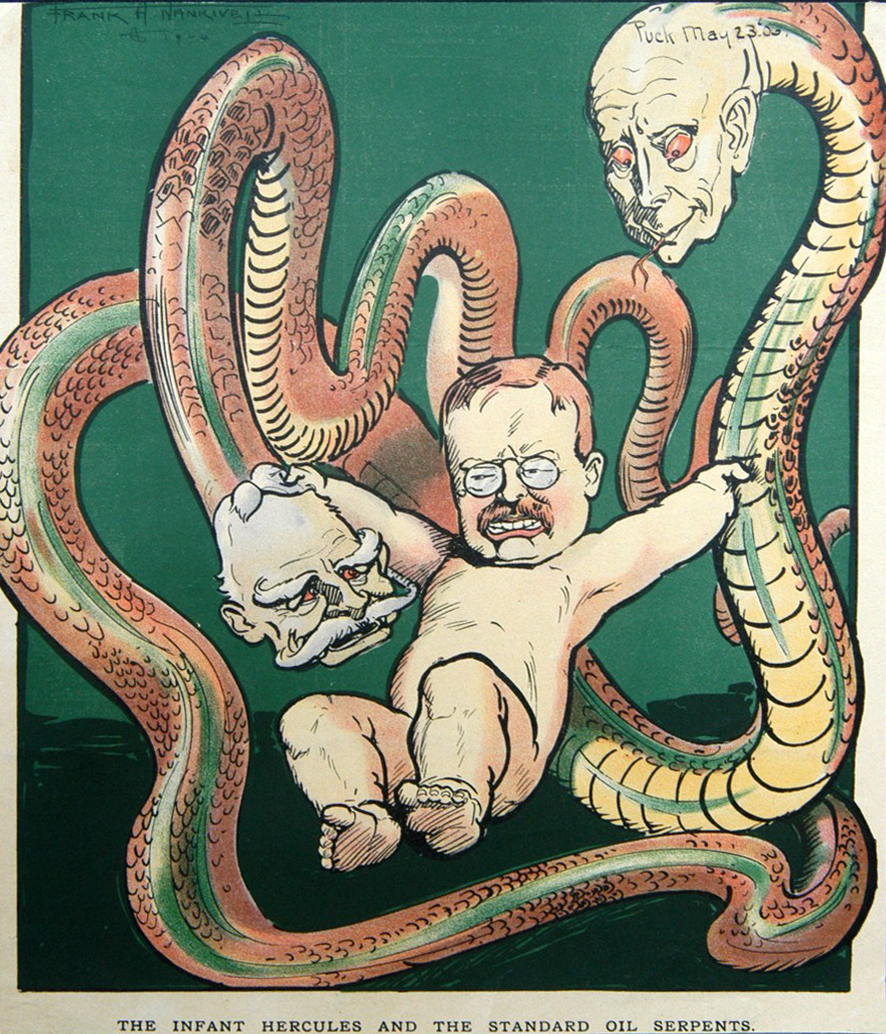
بچه‌هرکول و استاندارد اویل شیطان‌صفت! کاریکاتور، تئودور روزولت، رئیس‌جمهور آمریکا را در حال گلاویز شدن با جان دیویس راکفلر، مالک استاندارد اویل (که به شکل مار ترسیم شده‌است) و سناتور پرنفوذ نلسون دابلیو. آلدریچ، از وابستگان خانواده راکفلر را نشان می‌دهد. منتشر شده در تاریخ ۲۳ مه ۱۹۰۶ میلادی
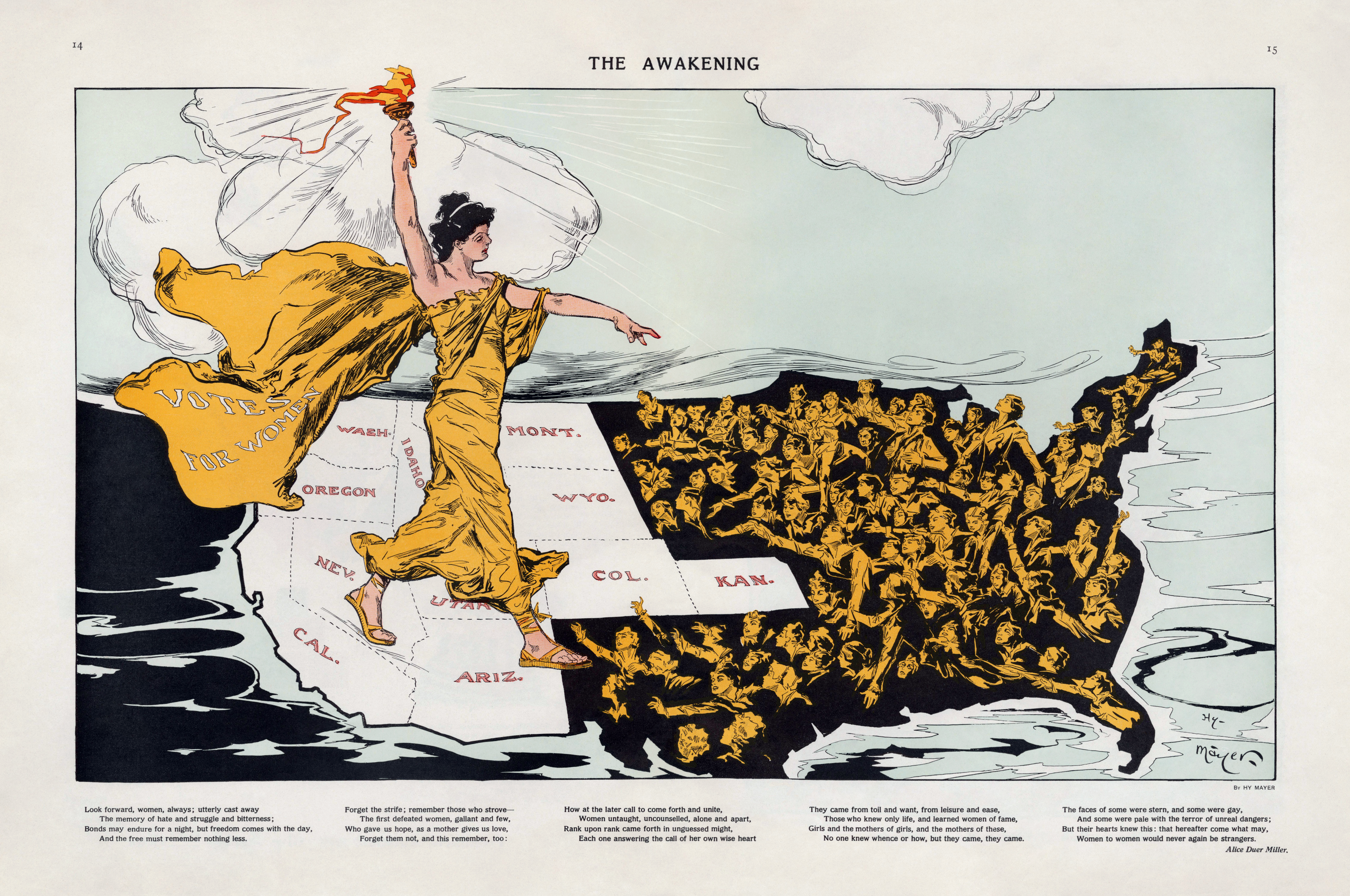
بیداری، حق رای زنان'
منتشر شده در تاریخ ۱۹۱۵ م.
موضوع این اثر به عصر ترقی‌خواهی و مطالبهٔ عمومی حق رأی زنان اشاره دارد.
اثر هنری مایر